# Marpissa bina
Marpissa bina är en spindelart som först beskrevs av Nicholas Marcellus Hentz 1846.  Marpissa bina ingår i släktet Marpissa och familjen hoppspindlar. Inga underarter finns listade i Catalogue of Life.